# Vanden winter ende vanden somer
Vanden Winter ende vanden Somer is een Middelnederlands toneelstuk dat omstreeks 1350 moet zijn geschreven. Met zijn 625 in rijm opgestelde regels is het het beknoptste van de vier abele spelen uit het Hulthemse handschrift. De andere abele spelen zijn Gloriant, Esmoreit en Lanseloet van Denemerken.
Vanden Winter ende vanden Somer is het oudste bekende allegorische toneelstuk in het Nederlands. Het stuk handelt over de zogenaamde strijd tussen de hoofd-jaargetijden (winter en somer), en hun mogelijkheden voor de liefde. De onderliggende boodschap van het stuk is dat de mens in het leven steeds zijn eigen keuzes dient te maken, zonder zich iets gelegen te laten liggen aan externe factoren zoals de seizoenen. Het stuk wordt bij opvoering gevolgd door de sotternie (klucht) Rubben.

## Rollen
- Venus {godin van de liefde}
- Die Winter (personificatie van de winter)
- Die Somer (personificatie van de zomer)
- Loiaert (kamp: winter) {luiaard}
- Moyaert (kamp: zomer) {fat}
- Clappaert (kamp: winter) {praatjesmaker}
- Bollaert (kamp: zomer) {opschepper}
- Die Cockien {zwerver}

## Inhoud
De hoofdfiguren Winter en Zomer en hun respectievelijke gevolg hebben een uitgebreide en hoog oplopende discussie over de vraag welk van de twee seizoenen nu de beste uitwerking heeft op de liefde. Beiden zijn natuurlijk overtuigd van eigen goed. De winter wekt immers de behoefte aan lichamelijke warmte (Die nachte sijn lanc ... Daer wert ghespelt der minnen spel). De zomer daarentegen is de tijd bij uitstek voor zwoele gevoelens (Soe blider tijt soe blider herte). Beide seizoenen hebben enkele pleitbezorgers. De gemoederen geraken zo verhit dat tot een duel besloten wordt. Beide seizoenen zijn ervan overtuigd de ander te overwinnen, en alleen over te blijven.
Terwijl Zomer en Winter zich voorbereiden op het duel, vlucht Moyaert naar de godin van de liefde, Venus, en haalt haar over tussenbeide te komen, aangezien de kamp uiteindelijk om haar gaat. Inmiddels blijft het dispuut na de eerste ronde onbeslist, dus wordt besloten dat er bij de dageraad opnieuw zal worden gestreden. Venus haalt de twee strijders daarop uit elkaar. Beiden verzetten zich, maar plooien voor haar rede en het respect dat ze voor haar hebben. Zij weet de strijdende partijen aldus tot rust te brengen en komt met de voor de hand liggende conclusie dat de beide seizoenen gelijkwaardig aan elkaar zijn en niet zonder elkaar zouden kunnen bestaan.
De enige die uit de boot valt is Cockijn, die gehoopt had op de overwinning van de zomer. Teleurgesteld reist hij aan het eind naar Maastricht, om zich daar in afwachting van de zomer te warmen aan steenkolen.

## Overlevering: Handschrift 29

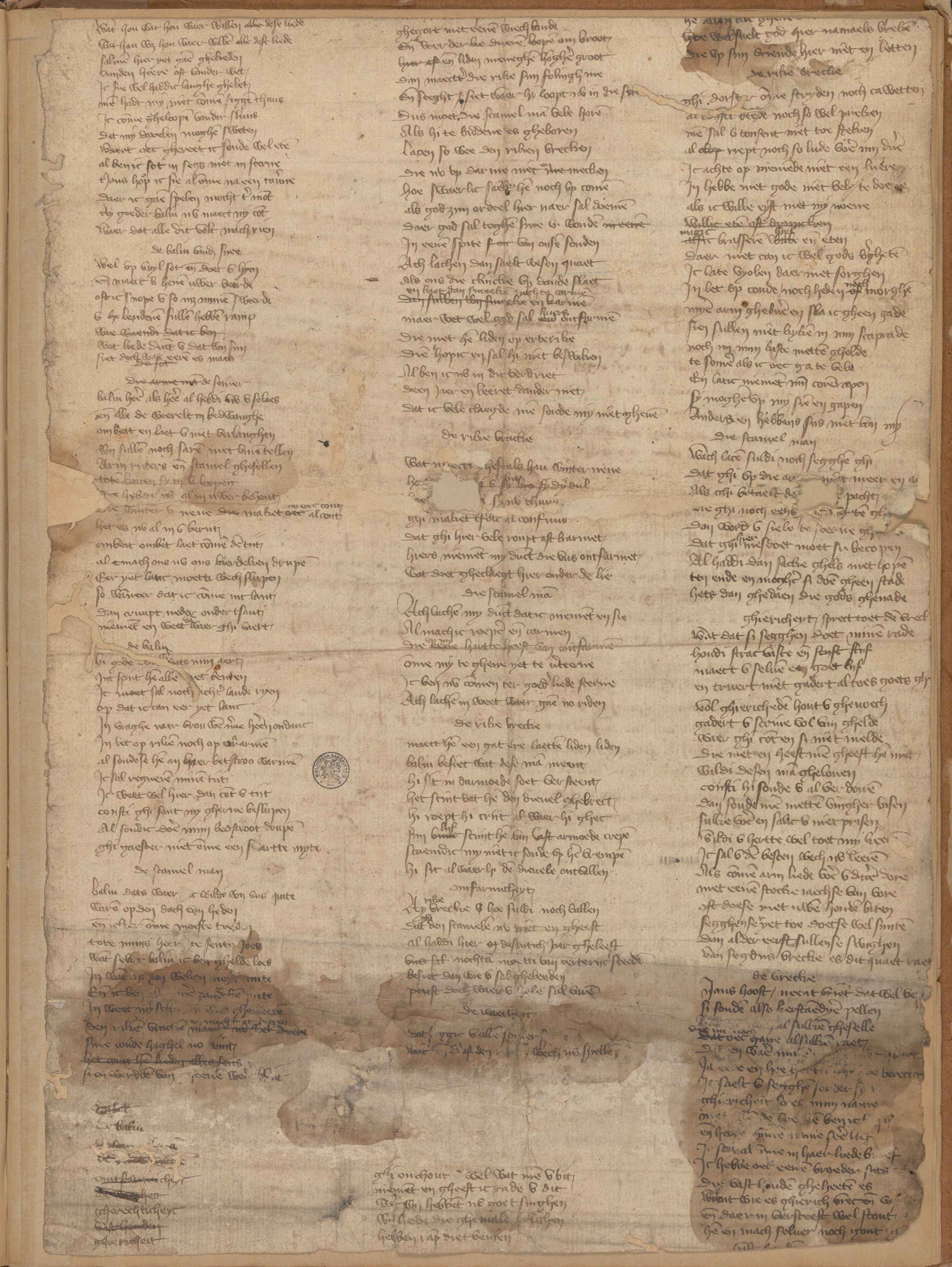
Fragment uit handschrift 29, vervaardigd rond 1430 in Gent.

In de Universiteitsbibliotheek Gent is handschrift 29 bewaard, dat een klein fragment van Vanden Winter ende vanden Somer. Het handschrift wordt gecatalogiseerd onder de naam Fragment uit Spel van den somer ende van den winter. Rekwest van Gerard van Woelbosch, boekbinder, tegen zijn confrater Claus de Scrivere, 1436. De lengte van deze titel wordt veroorzaakt door een laatste folio dat werd gevonden bij het fragment. Gerard van Woelbosch was de boekbinder van het origineel manuscript, waar nu dus bijna niets meer van overblijft. Op het teruggevonden fragment staat op de achterkant een aanvraag van van Woelbosch, gericht aan zijn confrater Claus de Scrivere. Deze aanvraag werd zonder twijfel gemaakt rond 1463. Het handschrift is evenwel vervaardigd in ca. 1430, in Gent.